# Let Smartwings QS1125
Let Smartwings QS1125, mediálně označovaný jako let na jeden motor, byl letecký závažný incident, ke kterému došlo 22. srpna 2019. Letadlu Boeing 737-800 (imatrikulace OK-TVO) českého dopravce Smartwings nasazenému na linku QS1125 vysadil krátce po vzletu z řeckého ostrova Samos motor č. 1 (levý). Oba pokusy o jeho spuštění byly neúspěšné, kapitán se však i přesto rozhodl pokračovat v letu až do cílové destinace, Prahy. Závažnou závadu zatajil nejen řízení letového provozu zemí, nad kterými přelétával, ale rovněž cestujícím na palubě. Stav nouze byl vyhlášen až krátce před přistáním na letišti v Praze. Nikomu ze 170 cestujících a 6 členů posádky se nic nestalo.

## Letadlo a posádka

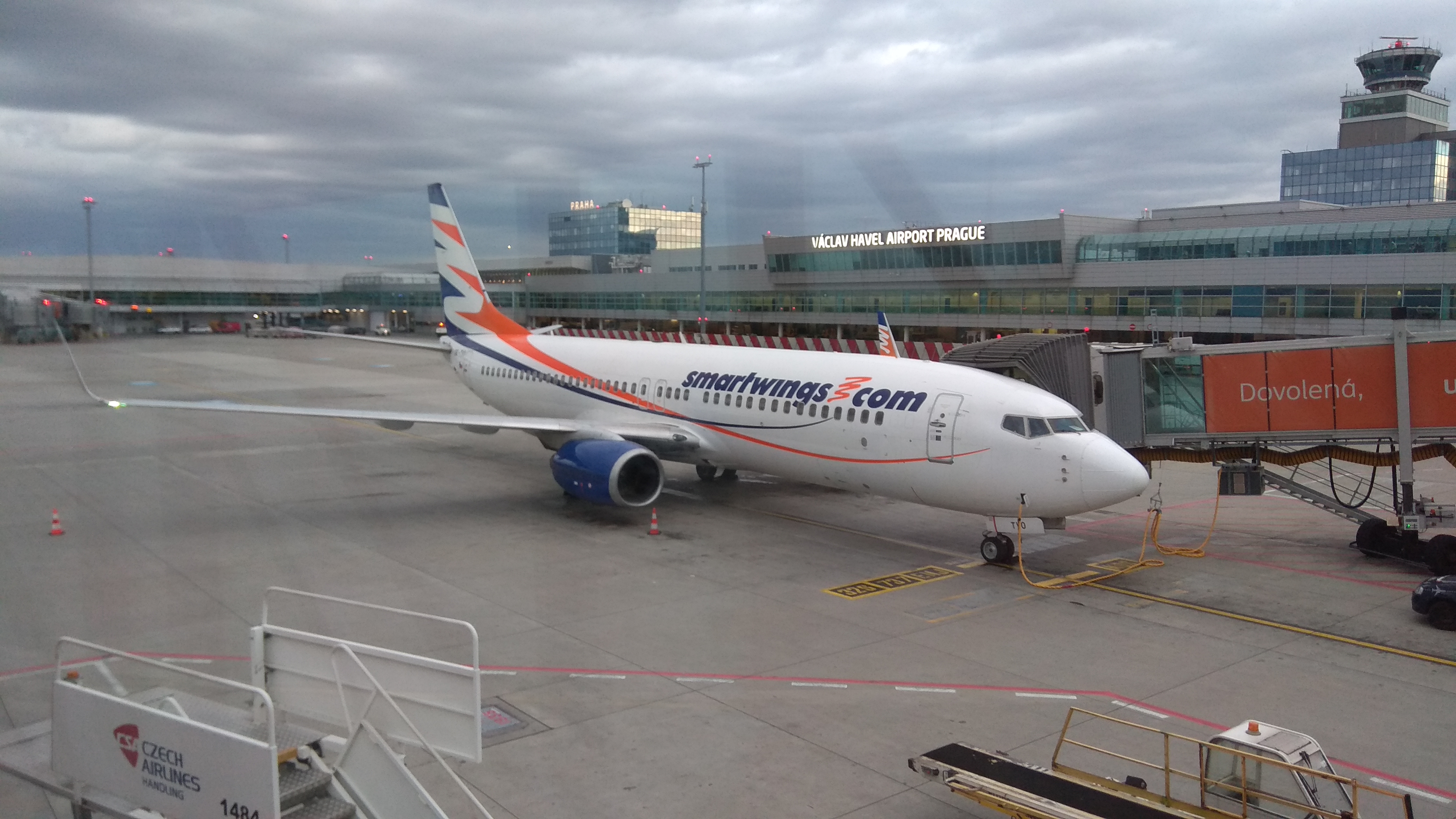
Boeing 737-800 (OK-TVO) na Letišti Václava Havla Praha, říjen 2019

Letadlo, které linku QS1125 zajišťovalo, byl toho dne Boeing 737-800 výrobního čísla 32360 registrace OK-TVO. Letadlo vyrobené v roce 2002 bylo společnosti Smartwings dodáno v roce 2010. V době incidentu bylo staré 17 let.
Posádce velel kapitán Pavel Veselý, toho času letový ředitel společnosti Smartwings (šéf všech pilotů společnosti) a instruktor společnosti. Při tomto letu plnil roli pilota monitorujícího. V kokpitu jej doplňoval druhý pilot, který plnil funkci pilota letícího. Druhý pilot byl méně zkušený, než kapitán. O 170 cestujících na palubě se starala vedoucí kabiny a 3 palubní průvodčí.

## Průběh incidentu
První úsek letu, označeného jako QS1124, z Letiště Václava Havla Praha na letiště Samos Aristarchos proběhl bez zvláštních událostí. Jen před vzletem z Prahy byla posádka informována mechaniky o vyšších vibracích pravého motoru (č. 2). 
Letadlo bylo připraveno ke zpátečnímu letu do Prahy v 6:20 UTC. Při spouštění levého motoru (č. 1) došlo k nerovnoměrnému nabíhání otáček, to však bylo způsobeno vanutím větru z boku. Vzlet z letiště Samos proběhl v 6:27 UTC a letadlo nastoupalo do letové hladiny FL360 (10 970 m) v čase 6:46 UTC. Krátce poté, v 6:47 UTC, však poklesly otáčky motoru č. 1 (levého) a motor zhasl. Posádka ohlásila řízení letového provozu klesání do letové hladiny FL240 (7 300 metrů) „z technických důvodů“, ale neuvedla, o jaký důvod se jedná. Kapitán ani nevyhlásil signál PAN PAN (potencionální ohrožení, ale ne stav nouze). Navíc protože kapitán použil svůj vlastní headset, řízení letového provozu se povedlo kontaktovat až na několikátý pokus. Z důvodu poklesu tahu a opožděného klesání došlo ke ztrátě rychlosti, která poklesla na 226 kt (uzlů), čili asi 418,5 km/h, což je velmi blízko pádové rychlostí. Při klesání provedla posádka první pokus o spuštění motoru pomocí autorotace (lopatky kompresoru jsou roztáčeny vzduchem proudícím okolo), avšak neúspěšně. 
Po klesnutí do letové hladiny FL240 se posádka pokusila znovu nastartovat levý motor přes crossbleed (stlačený vzduch od pracujícího motoru), avšak opět neúspěšně. Mezitím došlo k přeladění na Athény ACC (řízení letového provozu Athén), kdy kapitán uvedl, že bude pokračovat do Prahy, aby bylo jasné, že chce pokračovat do cílové destinace, dokud nebude mít dostatek informací o náhradním letišti. Avšak ani zde nevyhlásil signál PAN PAN. Po konzultaci s druhým pilotem byla, vzhledem k množství paliva na palubě, zvolena alternativa náhradního letiště Praha letiště Budapešť. Jako náhradní letiště byla zamítnuta letiště Soluň, letiště Bělehrad nebylo vhodně umístěné vzhledem k poloze letadla a na letišti Vídeň byl velký provoz. V prostoru Bělehradu byla provedena kalkulace zbývajícího množství paliva, které však kapitán nezapsal do letového plánu. Kapitán prohlásil, že Praha je dosažitelné letiště, a rozhodl, že bude pokračovat v letu do Prahy slovy: „Moje rozhodnutí“. Během celého letu musel mít pravý motor skoro maximální tah. Nicméně na pokyn kapitána došlo k jeho snížení, „aby pracující motor neutavili“. Ani jednomu řízení letového provozu nebylo oznámeno, že letadlo letí jen na jeden motor. Důvod letu v letové hladině FL240 byl „technický problém“.
Signál PAN PAN byl vyhlášen krátce poté, co letadlo překročilo hranice České republiky a posádka se spojila s řízením letového provozu FIR LKAA (Letová informační oblast Praha). Přiblížení a přistání na Letišti Václava Havla Praha proběhlo standardně v 9:06 UTC. Na stojánce se letadlo zastavilo v 9:09 UTC. Nikdo z cestujících si podle vedoucí kabiny pravděpodobně ničeho nevšiml.

## Reakce
První reakce médií byla, díky nedostatku informací, poměrně strohá (IDNES.cz). Informovala o tom, že na Letišti Václava Havla Praha přistál Boeing 737-800 společnosti Smartwings s jedním funkčním motorem a že nikomu se nic nestalo, což potvrdila jak mluvčí společnosti Vladimíra Dufková, tak i mluvčí pražského letiště Roman Pacvoň. Když však začaly na veřejnost unikat další a další podrobnosti a konkrétních informací přibývalo, začala být tato zpráva a téma hojně probírané ve většině českých médií. 
Společnost Smartwings se k situaci zpočátku nijak nevyjádřila. Po tlaku médií vydala mluvčí společnosti, Vladimíra Dufková, prohlášení: „Posádka postupovala v souladu s bezpečnostními a provozními postupy pro tyto případy a letadlo bezpečně přistálo. Velitel letadla patří k nejzkušenějším ve společnosti, posádka měla situaci pod kontrolou a rozhodně by nic nepodcenila.“ Toto prohlášení vyvolalo v laické veřejnosti pohoršení. V internetových diskuzích se rázem objevila spousta „odborníků“ na leteckou bezpečnost, kteří se dohadovali o tom, „jakou má Boeing 737 klouzavost“, či spílali celé společnosti Smartwings, že se, dle jejich názoru, neumí chovat k zákazníkům. Několik cestujících z onoho letu podalo na kapitána Veselého dokonce trestní oznámení pro „obecné ohrožení z nedbalosti“ u Policie ČR.
Po kritice však společnost Smartwings své tvrzení o bezpečnosti letu otočila s tím, že „se jednalo o pochybení posádky“ a že se „nejednalo o systémovou chybu“. Dne 13. září 2019 byl kapitán Veselý sesazen z funkce letového ředitele i instruktora společnosti, nicméně jako řadový kapitán létá dál.

## Vyšetřování

### Výpadek motoru
Vyšetřování vedené Ústavem pro odborné zjišťování příčin leteckých nehod a Úřadem pro civilní letectví České republiky odhalilo, že důvodem ztráty tahu levého motoru bylo zanesení palivového systému motoru. Palivové čerpadlo běželo určitý čas naprázdno (bez paliva) a zaneslo se třískami a fragmenty pocházejícími z motorového palivového čerpadla. Tyto třísky a fragmenty se objevily rovněž v dalších částech palivové soustavy – palivovém filtru, filtru palivové trysky, hydromechanické jednotce a hlavní palivové pumpě.
Zápisy o údržbě nicméně ukázaly, že už na předchozím letu došlo k rozdílu otáček nízkotlakého kompresoru (N1) mezi levým a pravým motorem. Tento rozdíl činil 1,5 %. Mechanici tedy vyměnili palivový filtr a tím technicky problém vyřešili. Nicméně to ukazuje na to, že problém s palivovou soustavou mělo letadlo už delší dobu.

### Chování kapitána
Vyšetřování prokázalo, že kapitán Veselý byl velmi zkušený pilot. Nalétal přes 20 000 letových hodin, z toho většinu v obchodní letecké dopravě. Navíc měl kvalifikaci IF a IE, které představují pomyslný vrchol znalostí a zkušeností potřebných pro jejich předávání dalším pilotům. Ve funkci letového ředitele působil přes 15 let. Podílel se mimo jiné na schvalování provozních dokumentů, které měly zásadní vliv na bezpečnost. Je tedy opravdu těžko pochopitelné, proč se jimi neřídil. Vyšetřování to sice nepotvrdilo, nicméně je možné, že kapitánovo rozhodnutí částečně ovlivnily ekonomické důvody pokračovat v letu až do cílové destinace. Navíc se vůči druhému pilotovi choval panovačně a tónem svého hlasu nedával jakýkoliv prostor pro diskuzi. Jeho záznamy rovněž prokázaly, že má velmi špatné výsledky v rámci výcviku spolupráce v posádce (CRM – Crew Resource Management). Pro kapitánův postup částečně hovoří i skutečnost, že druhý pilot měl nalétáno mnohem méně hodin a při výpadku motoru se ho částečně zmocnil strach. V tomto případě se ukázalo, jak je důležitá přítomnost dvojice pilotů v jednom letounu.

### Situace společnosti Smartwings v roce 2019
Situace společnosti Smartwings v roce 2019 nebyla zcela příznivá. Po nehodách Boeingů 737 MAX u společností Lion Air a Ethiopian Airlines a odebráním letové certifikace musela i společnost Smartwings uzemnit svých 7 již dodaných letadel. Vlivem špatného rozhodnutí pronajmout celou flotilu Airbusů A319 ČSA německé společnosti Eurowings a sešrotování několika dalších letadel tohoto typu se najednou oba dopravci společnosti Smartwings Group potýkali s obrovským nedostatkem kapacit, který se řešil všelijak (například zachránění jednoho Airbusu A319 ČSA téměř ze šrotiště). Kvůli tomu, že ČSA musely spoléhat na přepravní kapacitu Smartwings, která je v létě velmi vytížená, byl téměř každý druhý let obou dopravců zpožděný, což společnostem odčerpává další finance na kompenzacích.
Kapitán Veselý si pravděpodobně spočítal, jaké další nepříjemnosti by své společnosti způsobil (vyslání letadla s náhradní posádkou a techniky, náhradní díly, přistávací poplatky, strava a ubytování pro cestující, kompenzace a spousta dalších položek), nemluvě o narušení harmonogramů využití letadel a zpoždění či zrušení dalších letů. Sice svým činem společnosti ušetřil několik milionů.

## Výsledky vyšetřování a přijatá opatření
Závěrečná zpráva vydaná Ústavem pro odborné zjišťování příčin leteckých nehod České republiky přibližně rok po incidentu určila za viníka incidentu chybu posádky, konkrétně chybu kapitána. Zároveň odhalila dalších 21 nedostatků, které za letu nastaly.
Velitel letadla pochybil tím, že:
- použitím vlastního headsetu snížil čitelnost komunikace,
- nepostupoval v souladu s bezpečnostním doporučením TEM Safety Alert 2/2015,
- neprovedl správně kontrolu nastavení vzletových otáček motorů na letišti kategorie C s limitní délkou RWY,
- ignoroval oprávněný požadavek F/O na urychlené snížení letové hladiny z důvodu klesající rychlosti letounu po vysazení pohonné jednotky, a ve výsledku tak zapříčinil gradování stresu v posádce,
- ignoroval bezpečnostní pravidla popsaná v letových provozních postupech v OM-A a OM-B provozovatele a popsané předpisem, vyžadující použití pilnostního signálu PAN PAN v případě vysazení pohonné jednotky v prostoru RVSM,
- neprovedením pilnostní komunikace PAN PAN po vysazení pohonné jednotky znemožnil složkám ATC efektivně řešit možný vznik konfliktního provozu ve vzdušném prostoru jejich odpovědnosti; při opožděném vyhlášení pilnostního signálu PAN PAN při vstupu do FIR LKAA nedodržel předpisový postup,
- neprovedl správně výpočty výkonnosti pro stanovení Long Range Cruise Altitude Capability – ENGINE INOP,
- zatajil složkám ATC jednotlivých států průletu pravou povahu závady, a to až po hranice FIR LKAA,
- prováděl postupy NNC neobvykle rychlým způsobem komunikace, a tím snížil F/O možnost efektivní křížové kontroly správnosti jejich provádění,
- neprováděl s F/O diskuzi o bezpečnostních aspektech vyplývajících z povahy situace, a tím neumožnil vytvořit v posádce reálnou a společnou strategii pro bezpečné dokončení letu,
- nepostupoval dle zásad CRM, aby efektivně řešil technické a netechnické problémy,
- oznamoval F/O svá vlastní rozhodnutí s vysokým velitelským gradientem jako fakt,
- nedokončil příslušný postup NNC QRH bodem 10 Plan to land at the nearest suitable airport, přestože byl opakovaně F/O naveden na příslušný postup NNC QRH, kde je tato instrukce uvedena,
- informoval složky ACC Athény o schopnosti pokračovat v jednomotorovém letu až do destinace LKPR, kterou současně prohlásil za vhodné letiště, přestože v čase tohoto prohlášení věděl, že nemá dostatek paliva k jeho dosažení,
- vytvořil si vlastní konstrukci pro dokončení letu, kterou zmínil ve výpovědi: „alternativním letištěm pro zvolené náhradní letiště Praha bude letiště Budapešť“,
- byly provedeny pouze 3 zápisy o aktuálním stavu paliva,
- neprovedl metodickým způsobem relevantní konzervativní výpočet zbytku paliva na LKPR dle Performance Inflight – Engine Inoperative QRH,
- rozhodnutím pokračovat na letiště Praha způsobil, že v čase přistání měl letoun na palubě 2435 kg, přičemž FMS RES Fuel byla 2412 kg. Do tohoto chybného rozhodnutí se promítla absence bezpečnostní strategie respektující provozní a bezpečnostní aspekty, kterou měl diskutovat s F/O. Součástí bezpečnostní strategie mělo být zhodnocení limitního zůstatku paliva. Množství paliva 2435 kg v čase přistání bylo větší o 23 kg nad 2412 kg FMS RES pro obě pracující pohonné jednotky,
- neinformoval cestující o skutečné povaze závady ani o přijetí plánu přistát na nejbližším vhodném letišti z důvodu jejich bezpečnosti,
- uvedl v rozporu s výpovědí SCC, že SCC informovala letovou posádku o provedení vizuální kontroly stavu vysazené pohonné jednotky,
- nevydal pokyny k zabezpečení CVR stanovené předpisem,
- neprovedl relevantní zápis do deníku Defect LogBook.

Společnost Smartwings se k závěrečné zprávě vyjádřila následovně: „Společnost Smartwings implementovala veškerá nápravná opatření, která vzešla jak z interního šetření společnosti, tak z požadavků Úřadu pro civilní letectví. Cílem nápravných opatření je, aby se podobné případy nemohly v budoucnu opakovat.“